# Gulnes

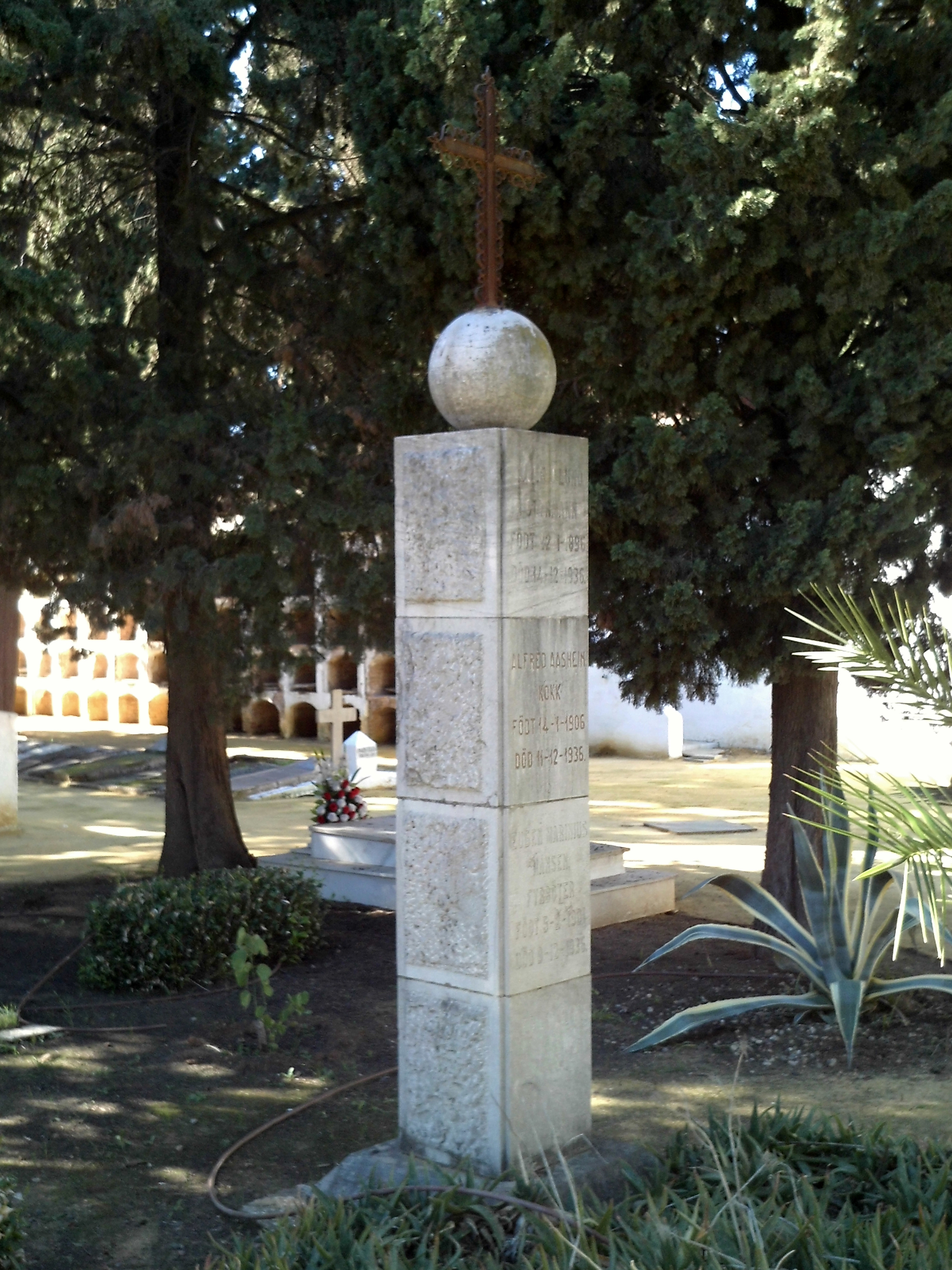
Monumento funerario dedicado a los marineros del Gulnes.

El DS Gulnes fue un buque a vapor noruego bombardeado el 7 de diciembre de 1936 en San Juan de Aznalfarache, provincia de Sevilla, España. Se trataba de un buque de 2.200 toneladas que en el momento del bombardeo tenía 13 tripulantes. Hubo un total de cuatro fallecidos.

## Historia
El lunes 7 de diciembre a las 13:00 horas el vapor Gulnes, proveniente de Portugal, llegó al muelle de San Juan de Aznalfarache a cargar minerales. A los pocos minutos de llegar fue blanco de la bomba de un avión republicano. La bomba pesaba unos 50 kg y cayó en medio del puente del barco y traspasó dos cubiertas, provocando con su explosión que el barco se hundiera convertido en escombros.
El cónsul noruego en Sevilla, Bjorn R. Bjorge, no creyó que se tratara de un ataque intencionado a un barco noruego, por lo que no realizó ninguna reclamación diplomática. El cónsul declaró al periódico ABC que sus barcos ya habían sufrido otros ataques bélicos porque Noruega tenía la tercera flota comercial mayor del mundo y solo Sevilla recibía anualmente cien barcos noruegos. Noruega no tuvo ningún inconveniente en reconocer al gobierno de Franco constituido en Burgos.
Posteriormente, en carta dirigida el 14 de diciembre de 1936 al director del diario ABC de Sevilla y publicada el día 17, aclaró que lo que comunicó al redactor del periódico fue que el gobierno de Noruega estaba en las mejores disposiciones para mantener el intercambio comercial  con el de Burgos.
Los heridos fueron llevados al Hospital Central, donde se mostraron muy satisfechos con el tratamiento médico recibido. No obstante, hubo cuatro muertos. Egil Pleym Nilsen (Furböter=fogonero) murió el mismo día 7, Eugen Marinius Hansen (Furböter=fogonero) murió el día 9, Alfled Aasheim. (Kokk=cocinero)) murió el día 11 y Adolf Alune (Istyrman=primer piloto) murió el día 14.
Estos fueron enterrados en un par de entierros celebrados en el cementerio de San Fernando. Los entierros se celebraron en presencia del cónsul y de las autoridades españolas que había en Sevilla. La tumba tiene un monolito en recuerdo de todos ellos.